# 陸軍省
陸軍省（りくぐんしょう）は、かつて存在した日本の中央官庁。旧日本陸軍の軍政を管轄した機関。主任の大臣は陸軍大臣。
1903年（明治36年）以降、1945年（昭和20年） に至るまでの主な附属官庁に航空本部・技術本部・兵器廠・造兵廠・科学研究所・被服廠・糧秣廠などがあり、内局に、大臣官房・人事局・軍務局・整備局・兵器局・経理局・医務局・法務局があった。

## 沿革
1872年4月5日（明治5年2月28日）に兵部省から分離し、海軍省とともに設置される。当初は太政大臣の統制下に軍政、軍令を一元的に統轄するフランス型の陸軍組織として発足したが、後に軍令機関を独立させたプロシア式に改められることとなり、1878年（明治11年）に参謀本部が設立され、1900年（明治33年）に専門教育重視のために教育機関として教育総監部を独立させて純粋な軍政機関となった。
主任大臣は陸軍大臣。陸軍大臣は国務大臣として親任官であり、1900年（明治33年）5月の陸軍省官制以降は現役の陸軍中将・大将が拝任するようになった（軍部大臣現役武官制）。1913年の管制改正で現役制が削除され、予備役の陸軍中将・大将の拝任も可能となったが、1936年にはふたたび現役制に戻った。
大東亜戦争（太平洋戦争・第二次世界大戦）開戦直後の1941年（昭和16年）12月8日から15日にかけて、参謀本部、教育総監部、陸軍航空総監部共々、東京府東京市麹町区（現・東京都千代田区）永田町の三宅坂一帯から牛込区（現・新宿区）市ヶ谷台の陸軍士官学校跡地に移転した。
1945年（昭和20年）12月1日付けを以て陸軍省は第一復員省に改組（「第一復員省官制」、昭和20年11月30日勅令第675号）、1946年（昭和21年）6月14日に旧海軍省を引き継いだ第二復員省と統合して復員庁となり、1947年（昭和22年）10月に廃止されて厚生省第一復員局となった。その後引揚援護庁業務局→厚生省引揚援護局→援護局→社会・援護局を経て、2001年（平成13年）の中央省庁再編で厚生労働省社会・援護局となり現在に至る。

旧陸軍省の資財は大蔵省国有財産局（現・財務省理財局）に一括移管された。 陸軍省の資料の一部は、厚労省社会・援護局援護・業務課および防衛省防衛研究所戦史研究センターに引き継がれている。また帝國陸海軍人の軍歴は当時の連隊区司令部から各都道府県の福祉担当部局（例・東京都であれば福祉局生活福祉部）に引き継がれている。

## 陸軍卿・陸軍大輔
|                    |        |        | 陸軍卿                                                                   | 陸軍卿                                                                   | 陸軍卿                                                                   | 陸軍卿                                                                   | 陸軍卿代理                                                               | 陸軍卿代理                                                               | 陸軍卿代理                                                               | 陸軍卿代理                                                               | 陸軍大輔                                                                 | 陸軍大輔                                                                 | 陸軍大輔                                                                 | 陸軍大輔                                                                 |
| 補職日             | 補職日 | 補職日 | 陸軍卿                                                                   | 階級                                                                     | 出身                                                                     | 備考                                                                     | 陸軍卿代理                                                               | 階級                                                                     | 出身                                                                     | 備考                                                                     | 陸軍大輔                                                                 | 階級                                                                     | 出身                                                                     | 備考                                                                     |
| ------------------ | ------ | ------ | ------------------------------------------------------------------------ | ------------------------------------------------------------------------ | ------------------------------------------------------------------------ | ------------------------------------------------------------------------ | ------------------------------------------------------------------------ | ------------------------------------------------------------------------ | ------------------------------------------------------------------------ | ------------------------------------------------------------------------ | ------------------------------------------------------------------------ | ------------------------------------------------------------------------ | ------------------------------------------------------------------------ | ------------------------------------------------------------------------ |
| 1872年（明治5年）  | 2月    | 27日   | －                                                                       | －                                                                       | －                                                                       |                                                                          | －                                                                       | －                                                                       | －                                                                       |                                                                          | －                                                                       | －                                                                       | －                                                                       |                                                                          |
| 1872年（明治5年）  | 2月    | 28日   | －                                                                       | －                                                                       | －                                                                       | 山縣有朋                                                                 | －                                                                       | －                                                                       | －                                                                       | 中将                                                                     | 山口                                                                     |                                                                          |                                                                          |                                                                          |
| 1873年（明治6年）  | 4月    | 18日   | －                                                                       | －                                                                       | －                                                                       | －                                                                       | －                                                                       | －                                                                       | －                                                                       | －                                                                       | －                                                                       |                                                                          |                                                                          |                                                                          |
| 1873年（明治6年）  | 4月    | 29日   | －                                                                       | －                                                                       | －                                                                       | －                                                                       | 山縣有朋                                                                 | 中将                                                                     | 山口                                                                     | －                                                                       | －                                                                       |                                                                          |                                                                          |                                                                          |
| 1873年（明治6年）  | 6月    | 8日    | 山縣有朋                                                                 | 中将                                                                     | 山口                                                                     | －                                                                       | －                                                                       | －                                                                       | －                                                                       | －                                                                       | －                                                                       |                                                                          |                                                                          |                                                                          |
| 1873年（明治6年）  | 7月    | 2日    | 山縣有朋                                                                 | 中将                                                                     | 山口                                                                     | 西郷従道                                                                 | －                                                                       | －                                                                       | －                                                                       | 少将                                                                     | 鹿児島                                                                   |                                                                          |                                                                          |                                                                          |
| 1874年（明治7年）  | 2月    | 8日    | －                                                                       | －                                                                       | －                                                                       | 西郷従道                                                                 | －                                                                       | －                                                                       | －                                                                       | 少将                                                                     | 鹿児島                                                                   |                                                                          |                                                                          |                                                                          |
| 1874年（明治7年）  | 3月    | 31日   | －                                                                       | －                                                                       | －                                                                       | 津田出                                                                   | －                                                                       | －                                                                       | －                                                                       | 少将                                                                     | 和歌山                                                                   | 在任：西郷従道 2名                                                       |                                                                          |                                                                          |
| 1874年（明治7年）  | 4月    | 5日    | －                                                                       | －                                                                       | －                                                                       | 津田出                                                                   | 津田出                                                                   | 少将                                                                     | 和歌山                                                                   | 少将                                                                     | 和歌山                                                                   | 在任：西郷従道 2名                                                       |                                                                          |                                                                          |
| 1874年（明治7年）  | 6月    | 30日   | 山縣有朋                                                                 | 中将                                                                     | 山口                                                                     | 津田出                                                                   | －                                                                       | －                                                                       | －                                                                       | 少将                                                                     | 和歌山                                                                   | 在任：西郷従道 2名                                                       |                                                                          |                                                                          |
| 1874年（明治7年）  | 7月    | 8日    | 山縣有朋                                                                 | 中将                                                                     | 山口                                                                     | 西郷従道                                                                 | －                                                                       | －                                                                       | －                                                                       | 少将                                                                     | 鹿児島                                                                   |                                                                          |                                                                          |                                                                          |
| 1875年（明治8年）  | 5月    | 22日   | 山縣有朋                                                                 | 中将                                                                     | 山口                                                                     | －                                                                       | －                                                                       | －                                                                       | －                                                                       | －                                                                       | －                                                                       |                                                                          |                                                                          |                                                                          |
| 1876年（明治9年）  | 1月    | 8日    | 山縣有朋                                                                 | 中将                                                                     | 山口                                                                     | 鳥尾小弥太                                                               | －                                                                       | －                                                                       | －                                                                       | 中将                                                                     | 山口                                                                     |                                                                          |                                                                          |                                                                          |
| 1876年（明治9年）  | 3月    | 31日   | 山縣有朋                                                                 | 中将                                                                     | 山口                                                                     | －                                                                       | －                                                                       | －                                                                       | －                                                                       | －                                                                       | －                                                                       |                                                                          |                                                                          |                                                                          |
| 1877年（明治10年） | 2月    | 24日   | 山縣有朋                                                                 | 中将                                                                     | 山口                                                                     | －                                                                       | 西郷従道                                                                 | 中将                                                                     | 鹿児島                                                                   | －                                                                       | －                                                                       |                                                                          |                                                                          |                                                                          |
| 1877年（明治10年） | 11月   | 26日   | 山縣有朋                                                                 | 中将                                                                     | 山口                                                                     | －                                                                       | －                                                                       | －                                                                       | －                                                                       | －                                                                       | －                                                                       |                                                                          |                                                                          |                                                                          |
| 1878年（明治11年） | 9月    | 12日   | 山縣有朋                                                                 | 中将                                                                     | 山口                                                                     | －                                                                       | －                                                                       | －                                                                       | －                                                                       | －                                                                       | －                                                                       | （兼）西郷従道                                                           |                                                                          |                                                                          |
| 1878年（明治11年） | 11月   | 8日    | 山縣有朋                                                                 | 中将                                                                     | 山口                                                                     | －                                                                       | －                                                                       | －                                                                       | －                                                                       | －                                                                       | －                                                                       |                                                                          |                                                                          |                                                                          |
| 1878年（明治11年） | 12月   | 24日   | 西郷従道                                                                 | 中将                                                                     | 鹿児島                                                                   | －                                                                       | －                                                                       | －                                                                       | －                                                                       | －                                                                       | －                                                                       |                                                                          |                                                                          |                                                                          |
| 1880年(明治13年)   | 2月    | 28日   | 大山巌                                                                   | 中将                                                                     | 鹿児島                                                                   | －                                                                       | －                                                                       | －                                                                       | －                                                                       | －                                                                       | －                                                                       |                                                                          |                                                                          |                                                                          |
| 1883年（明治16年） | 9月    | 6日    | 大山巌                                                                   | 中将                                                                     | 鹿児島                                                                   | －                                                                       | 山縣有朋                                                                 | 中将                                                                     | 山口                                                                     | －                                                                       | －                                                                       |                                                                          |                                                                          |                                                                          |
| 1883年（明治16年） | 10月   | 9日    | 大山巌                                                                   | 中将                                                                     | 鹿児島                                                                   | －                                                                       | －                                                                       | －                                                                       | －                                                                       | －                                                                       | －                                                                       |                                                                          |                                                                          |                                                                          |
| 1884年(明治17年)   | 2月    | 13日   | 大山巌                                                                   | 中将                                                                     | 鹿児島                                                                   | －                                                                       | 西郷従道                                                                 | 中将                                                                     | 鹿児島                                                                   | －                                                                       | －                                                                       |                                                                          |                                                                          |                                                                          |
| 1885年（明治18年） | 1月    | 25日   | 大山巌                                                                   | 中将                                                                     | 鹿児島                                                                   | －                                                                       | －                                                                       | －                                                                       | －                                                                       | －                                                                       | －                                                                       |                                                                          |                                                                          |                                                                          |
| 1885年（明治18年） | 12月   | 22日   | 内閣官制（内閣職権）により陸軍卿は陸軍大臣に、陸軍大輔は陸軍次官に改称。 | 内閣官制（内閣職権）により陸軍卿は陸軍大臣に、陸軍大輔は陸軍次官に改称。 | 内閣官制（内閣職権）により陸軍卿は陸軍大臣に、陸軍大輔は陸軍次官に改称。 | 内閣官制（内閣職権）により陸軍卿は陸軍大臣に、陸軍大輔は陸軍次官に改称。 | 内閣官制（内閣職権）により陸軍卿は陸軍大臣に、陸軍大輔は陸軍次官に改称。 | 内閣官制（内閣職権）により陸軍卿は陸軍大臣に、陸軍大輔は陸軍次官に改称。 | 内閣官制（内閣職権）により陸軍卿は陸軍大臣に、陸軍大輔は陸軍次官に改称。 | 内閣官制（内閣職権）により陸軍卿は陸軍大臣に、陸軍大輔は陸軍次官に改称。 | 内閣官制（内閣職権）により陸軍卿は陸軍大臣に、陸軍大輔は陸軍次官に改称。 | 内閣官制（内閣職権）により陸軍卿は陸軍大臣に、陸軍大輔は陸軍次官に改称。 | 内閣官制（内閣職権）により陸軍卿は陸軍大臣に、陸軍大輔は陸軍次官に改称。 | 内閣官制（内閣職権）により陸軍卿は陸軍大臣に、陸軍大輔は陸軍次官に改称。 |

## 陸軍大臣
| 数 | 肖像            | 名             | 任期            | 任期            | 内閣            |
| -- | --------------- | -------------- | --------------- | --------------- | --------------- |
| 1  |                 | 大山巌         | 12月22日 1885年 | 5月17日 1891年  | 第1次伊藤内閣   |
| 1  | 黒田            | 大山巌         | 12月22日 1885年 | 5月17日 1891年  |                 |
| 1  | 第1次山縣内閣   | 大山巌         | 12月22日 1885年 | 5月17日 1891年  |                 |
| 1  | 第1次松方内閣   | 大山巌         | 12月22日 1885年 | 5月17日 1891年  |                 |
| 2  |                 | 高島鞆之助     | 5月17日 1891年  | 8月8日 1892年   |                 |
| 3  |                 | 大山巌         | 8月8日 1892年   | 9月20日 1896年  | 第2次伊藤内閣   |
| 3  | 第2次松方内閣   | 大山巌         | 8月8日 1892年   | 9月20日 1896年  |                 |
| 4  |                 | 高島鞆之助     | 9月20日 1896年  | 1月12日 1898年  |                 |
| 5  |                 | 桂太郎         | 1月12日 1898年  | 12月23日 1900年 | 第3次伊藤内閣   |
| 5  | 第1次大隈内閣   | 桂太郎         | 1月12日 1898年  | 12月23日 1900年 |                 |
| 5  | 第2次山縣内閣   | 桂太郎         | 1月12日 1898年  | 12月23日 1900年 |                 |
| 5  | 第4次伊藤内閣   | 桂太郎         | 1月12日 1898年  | 12月23日 1900年 |                 |
| 6  |                 | 兒玉源太郎     | 12月23日 1900年 | 3月27日 1902年  |                 |
| 6  | 第1次桂内閣     | 兒玉源太郎     | 12月23日 1900年 | 3月27日 1902年  |                 |
| 7  |                 | 寺内正毅       | 3月27日 1902年  | 8月30日 1911年  |                 |
| 7  | 第1次西園寺内閣 | 寺内正毅       | 3月27日 1902年  | 8月30日 1911年  |                 |
| 7  | 第2次桂内閣     | 寺内正毅       | 3月27日 1902年  | 8月30日 1911年  |                 |
| 8  |                 | 石本新六       | 8月30日 1911年  | 4月2日 1912年   | 第2次西園寺内閣 |
| 9  |                 | 上原勇作       | 4月5日 1912年   | 12月21日 1912年 | 第2次西園寺内閣 |
| 10 |                 | 木越安綱       | 12月21日 1912年 | 6月24日 1913年  | 第3次桂内閣     |
| 10 | 第1次山本内閣   | 木越安綱       | 12月21日 1912年 | 6月24日 1913年  |                 |
| 11 |                 | 楠瀬幸彦       | 6月24日 1913年  | 4月16日 1914年  |                 |
| 12 |                 | 岡市之助       | 4月16日l 1914年 | 3月30日h 1916年 | 第2次大隈内閣   |
| 13 |                 | 大島健一       | 3月30日 1916年  | 9月29日 1918年  | 第2次大隈内閣   |
| 13 | 寺内            | 大島健一       | 3月30日 1916年  | 9月29日 1918年  |                 |
| 14 |                 | 田中義一       | 9月29日 1918年  | 6月9日 1921年   | 原              |
| 15 |                 | 山梨半造       | 6月9日 1921年   | 9月2日 1923年   | 原              |
| 15 | 高橋            | 山梨半造       | 6月9日 1921年   | 9月2日 1923年   |                 |
| 15 | 加藤            | 山梨半造       | 6月9日 1921年   | 9月2日 1923年   |                 |
| 16 |                 | 田中義一       | 9月2日 1923年   | 1月7日 1924年   | 第2次山本内閣   |
| 17 |                 | 宇垣一成       | 1月7日 1924年   | 4月20日 1927年  | 清浦            |
| 17 | 加藤            | 宇垣一成       | 1月7日 1924年   | 4月20日 1927年  |                 |
| 17 | 第1次若槻内閣   | 宇垣一成       | 1月7日 1924年   | 4月20日 1927年  |                 |
| 18 |                 | 白川義則       | 4月20日 1927年  | 7月2日 1929年   | 田中            |
| 19 |                 | 宇垣一成       | 7月2日 1929年   | 4月14日 1931年  | 濱口            |
| 20 |                 | 南次郎         | 4月14日 1931年  | 12月13日 1931年 | 第2次若槻内閣   |
| 21 |                 | 荒木貞夫       | 12月13日 1931年 | 1月23日 1934年  | 犬養            |
| 21 | 斎藤            | 荒木貞夫       | 12月13日 1931年 | 1月23日 1934年  |                 |
| 22 |                 | 林銑十郎       | 1月23日 1934年  | 9月5日r 1935年  |                 |
| 22 | 岡田            | 林銑十郎       | 1月23日 1934年  | 9月5日r 1935年  |                 |
| 23 |                 | 川島義之       | 9月5日 1935年   | 3月9日 1936年   |                 |
| 24 |                 | 寺内寿一       | 3月9日 1936年   | 2月2日 1937年   | 広田            |
| 25 |                 | 中村孝太郎     | 2月2日 1937年   | 2月9日 1937年   | 林              |
| 26 |                 | 杉山元         | 2月9日 1937年   | 6月3日 1938年   | 林              |
| 26 | 第1次近衛内閣   | 杉山元         | 2月9日 1937年   | 6月3日 1938年   |                 |
| 27 |                 | 板垣征四郎     | 6月3日 1938年   | 8月30日 1939年  |                 |
| 27 | 平沼            | 板垣征四郎     | 6月3日 1938年   | 8月30日 1939年  |                 |
| 28 |                 | 畑俊六         | 8月30日 1939年  | 7月22日 1940年  | 阿部            |
| 28 | 米内            | 畑俊六         | 8月30日 1939年  | 7月22日 1940年  |                 |
| 29 |                 | 東條英機       | 7月22日 1940年  | 7月22日 1944年  | 第2次近衛内閣   |
| 29 | 第3次近衛内閣   | 東條英機       | 7月22日 1940年  | 7月22日 1944年  |                 |
| 29 | 東條            | 東條英機       | 7月22日 1940年  | 7月22日 1944年  |                 |
| 30 |                 | 杉山元         | 7月22日 1944年  | 4月7日 1945年   | 小磯            |
| 31 |                 | 阿南惟幾       | 4月7日 1945年   | 8月14日 1945年  | 鈴木            |
| 32 |                 | 東久邇宮稔彦王 | 8月17日 1945年  | 8月23日 1945年  | 東久邇宮        |
| 33 |                 | 下村定         | 8月23日 1945年  | 12月1日 1945年  | 東久邇宮        |
| 33 | 幣原            | 下村定         | 8月23日 1945年  | 12月1日 1945年  |                 |

| 歴代陸軍大臣     | 歴代陸軍大臣 | 歴代陸軍大臣 | 歴代陸軍大臣    | 歴代陸軍大臣                                       | 歴代陸軍大臣                                       | 歴代陸軍大臣                                       | 歴代陸軍大臣                                       | 歴代陸軍大臣                                       | 歴代陸軍大臣                                       | 歴代陸軍大臣                                       | 歴代陸軍大臣 |
| 成立・補職日     | 成立・補職日 | 成立・補職日 | 内閣            | 代                                                 | 陸相                                               | 階級                                               | 兵科                                               | 陸士                                               | 陸大                                               | 出身                                               | 備考 |
| ---------------- | ------------ | ------------ | --------------- | -------------------------------------------------- | -------------------------------------------------- | -------------------------------------------------- | -------------------------------------------------- | -------------------------------------------------- | -------------------------------------------------- | -------------------------------------------------- | --- |
| 1885年(明治18年) | 12月         | 22日         | 第1次伊藤内閣   | 1                                                  | 大山巌                                             | 中将                                               | －                                                 | －                                                 | －                                                 | 鹿児島                                             | 内閣官制が定められ陸軍省の主任が陸軍卿から陸軍大臣となる。 |
| 1888年(明治21年) | 4月          | 30日         | 黒田内閣        | 2                                                  | 大山巌                                             | 中将                                               | －                                                 | －                                                 | －                                                 | 鹿児島                                             | 内閣官制が定められ陸軍省の主任が陸軍卿から陸軍大臣となる。 |
| 1889年(明治22年) | 12月         | 24日         | 第1次山縣内閣   | 3                                                  | 大山巌                                             | 中将                                               | －                                                 | －                                                 | －                                                 | 鹿児島                                             | 内閣官制が定められ陸軍省の主任が陸軍卿から陸軍大臣となる。 |
| 1891年(明治24年) | 5月          | 6日          | 第1次松方内閣   | 4                                                  | 大山巌                                             | 中将                                               | －                                                 | －                                                 | －                                                 | 鹿児島                                             | 内閣官制が定められ陸軍省の主任が陸軍卿から陸軍大臣となる。 |
| 1891年(明治24年) | 5月          | 17日         | 第1次松方内閣   | 5                                                  | 高島鞆之助                                         | 中将                                               | －                                                 | －                                                 | －                                                 | 鹿児島                                             | |
| 1892年(明治25年) | 8月          | 8日          | 第2次伊藤内閣   | 6                                                  | 大山巌                                             | 大将                                               | －                                                 | －                                                 | －                                                 | 鹿児島                                             | |
| 1896年(明治29年) | 9月          | 18日         | 第2次松方内閣   | 7                                                  | 大山巌                                             | 大将                                               | －                                                 | －                                                 | －                                                 | 鹿児島                                             | |
| 1896年(明治29年) | 9月          | 20日         | 第2次松方内閣   | 8                                                  | 高島鞆之助                                         | 中将                                               | －                                                 | －                                                 | －                                                 | 鹿児島                                             | 拓相兼任 |
| 1898年(明治31年) | 1月          | 12日         | 第3次伊藤内閣   | 9                                                  | 桂太郎                                             | 中将                                               | －                                                 | －                                                 | －                                                 | 山口                                               | |
| 1898年(明治31年) | 6月          | 30日         | 第1次大隈内閣   | 10                                                 | 桂太郎                                             | 中将                                               | －                                                 | －                                                 | －                                                 | 山口                                               | |
| 1898年(明治31年) | 11月         | 8日          | 第2次山縣内閣   | 11                                                 | 桂太郎                                             | 中将                                               | －                                                 | －                                                 | －                                                 | 山口                                               | |
| 1900年(明治33年) | 10月         | 19日         | 第4次伊藤内閣   | 12                                                 | 桂太郎                                             | 中将                                               | －                                                 | －                                                 | －                                                 | 山口                                               | |
| 1900年(明治33年) | 12月         | 23日         | 第4次伊藤内閣   | 13                                                 | 児玉源太郎                                         | 中将                                               | 歩兵                                               | －                                                 | －                                                 | 山口                                               | 台湾総督兼任 |
| 1901年(明治34年) | 6月          | 2日          | 第1次桂内閣     | 14                                                 | 児玉源太郎                                         | 中将                                               | 歩兵                                               | －                                                 | －                                                 | 山口                                               | 台湾総督兼任 |
| 1902年(明治35年) | 3月          | 27日         | 第1次桂内閣     | 15                                                 | 寺内正毅                                           | 中将                                               | 歩兵                                               | －                                                 | －                                                 | 山口                                               | 日露戦争を処理する。 |
| 1906年(明治39年) | 1月          | 7日          | 第1次西園寺内閣 | 16                                                 | 寺内正毅                                           | 中将                                               | 歩兵                                               | －                                                 | －                                                 | 山口                                               | 日露戦争を処理する。 |
| 1908年(明治41年) | 7月          | 14日         | 第2次桂内閣     | 17                                                 | 寺内正毅                                           | 中将                                               | 歩兵                                               | －                                                 | －                                                 | 山口                                               | 日露戦争を処理する。 |
| 1911年(明治44年) | 8月          | 30日         | 第2次西園寺内閣 | 18                                                 | 石本新六                                           | 中将                                               | 工兵                                               | 旧1期                                              | －                                                 | 兵庫                                               | 薩長出身者以外で初の陸相就任。陸軍士官学校士官生徒出身で初の陸相就任。明治45年4月2日、在職中に死去。                                                                               |
| 1912年(明治45年) | 4月          | 5日          | 第2次西園寺内閣 | 19                                                 | 上原勇作                                           | 中将                                               | 工兵                                               | 旧3期                                              | －                                                 | 宮崎                                               | 二個師団増設問題で単独辞任し西園寺内閣を「毒殺｣（当時の表現）する。 |
| 1912年(大正元年) | 12月         | 21日         | 第3次桂内閣     | 20                                                 | 木越安綱                                           | 中将                                               | 歩兵                                               | 旧1期                                              | －                                                 | 石川                                               | |
| 1913年(大正2年)  | 2月          | 20日         | 第1次山本内閣   | 21                                                 | 木越安綱                                           | 中将                                               | 歩兵                                               | 旧1期                                              | －                                                 | 石川                                               | |
| 1913年(大正2年)  | 6月          | 24日         | 第1次山本内閣   | 22                                                 | 楠瀬幸彦                                           | 中将                                               | 砲兵                                               | 旧3期                                              | －                                                 | 高知                                               | |
| 1914年(大正3年)  | 4月          | 16日         | 第2次大隈内閣   | 23                                                 | 岡市之助                                           | 中将                                               | 歩兵                                               | 旧4期                                              | 4期                                                | 京都                                               | |
| 1916年(大正5年)  | 3月          | 30日         | 第2次大隈内閣   | 24                                                 | 大島健一                                           | 中将                                               | 砲兵                                               | 旧4期                                              | －                                                 | 岐阜                                               | |
| 1916年(大正5年)  | 10月         | 9日          | 寺内内閣        | 25                                                 | 大島健一                                           | 中将                                               | 砲兵                                               | 旧4期                                              | －                                                 | 岐阜                                               | |
| 1918年(大正7年)  | 9月          | 29日         | 原内閣          | 26                                                 | 田中義一                                           | 中将                                               | 歩兵                                               | 旧8期                                              | 8期                                                | 山口                                               | |
| 1921年(大正10年) | 6月          | 9日          | 原内閣          | 27                                                 | 山梨半造                                           | 中将                                               | 歩兵                                               | 旧8期                                              | 8期                                                | 神奈川                                             | 原内閣の途中から入閣する。山梨軍縮を行う。 |
| 1921年(大正10年) | 11月         | 13日         | 高橋内閣        | 28                                                 | 山梨半造                                           | 中将                                               | 歩兵                                               | 旧8期                                              | 8期                                                | 神奈川                                             | 原内閣の途中から入閣する。山梨軍縮を行う。 |
| 1922年(大正11年) | 6月          | 12日         | 加藤友三郎内閣  | 29                                                 | 山梨半造                                           | 中将                                               | 歩兵                                               | 旧8期                                              | 8期                                                | 神奈川                                             | 原内閣の途中から入閣する。山梨軍縮を行う。 |
| 1923年(大正12年) | 9月          | 2日          | 第2次山本内閣   | 30                                                 | 田中義一                                           | 大将                                               | 歩兵                                               | 旧8期                                              | 8期                                                | 山口                                               | |
| 1924年(大正13年) | 1月          | 7日          | 清浦内閣        | 31                                                 | 宇垣一成                                           | 中将                                               | 歩兵                                               | 1期                                                | 14期                                               | 岡山                                               | 陸軍士官学校士官候補生第1期出身の陸相就任。宇垣軍縮を行う。 |
| 1924年(大正13年) | 6月          | 11日         | 加藤高明内閣    | 32                                                 | 宇垣一成                                           | 中将                                               | 歩兵                                               | 1期                                                | 14期                                               | 岡山                                               | 陸軍士官学校士官候補生第1期出身の陸相就任。宇垣軍縮を行う。 |
| 1926年(大正15年) | 1月          | 30日         | 第1次若槻内閣   | 33                                                 | 宇垣一成                                           | 中将                                               | 歩兵                                               | 1期                                                | 14期                                               | 岡山                                               | 陸軍士官学校士官候補生第1期出身の陸相就任。宇垣軍縮を行う。 |
| 1927年(昭和2年)  | 4月          | 20日         | 田中義一内閣    | 34                                                 | 白川義則                                           | 大将                                               | 歩兵                                               | 1期                                                | 12期                                               | 愛媛                                               | 山東出兵を処理する。 |
| 1929年(昭和4年)  | 7月          | 2日          | 濱口内閣        | 35                                                 | 宇垣一成                                           | 大将                                               | 歩兵                                               | 1期                                                | 14期                                               | 岡山                                               | |
| 1931年(昭和6年)  | 4月          | 14日         | 第2次若槻内閣   | 36                                                 | 南次郎                                             | 大将                                               | 騎兵                                               | 6期                                                | 17期                                               | 大分                                               | 騎兵科出身で唯一の陸相就任。 |
| 1931年(昭和6年)  | 12月         | 13日         | 犬養内閣        | 37                                                 | 荒木貞夫                                           | 中将                                               | 歩兵                                               | 9期                                                | 19期                                               | 東京                                               | |
| 1932年(昭和7年)  | 5月          | 26日         | 齋藤内閣        | 38                                                 | 荒木貞夫                                           | 中将                                               | 歩兵                                               | 9期                                                | 19期                                               | 東京                                               | |
| 1934年(昭和9年)  | 1月          | 23日         | 齋藤内閣        | 39                                                 | 林銑十郎                                           | 大将                                               | 歩兵                                               | 8期                                                | 17期                                               | 石川                                               | |
| 1934年(昭和9年)  | 7月          | 8日          | 岡田内閣        | 40                                                 | 林銑十郎                                           | 大将                                               | 歩兵                                               | 8期                                                | 17期                                               | 石川                                               | |
| 1935年(昭和10年) | 9月          | 5日          | 岡田内閣        | 41                                                 | 川島義之                                           | 大将                                               | 歩兵                                               | 10期                                               | 20期                                               | 愛媛                                               | 二・二六事件を処理する。 |
| 1936年(昭和11年) | 3月          | 9日          | 廣田内閣        | 42                                                 | 寺内寿一                                           | 大将                                               | 歩兵                                               | 11期                                               | 21期                                               | 山口                                               | |
| 1937年(昭和12年) | 2月          | 2日          | 林内閣          | 43                                                 | 中村孝太郎                                         | 中将                                               | 歩兵                                               | 13期                                               | 21期                                               | 石川                                               | 7日間のみの短期陸相。 |
| 1937年(昭和12年) | 2月          | 9日          | 林内閣          | 44                                                 | 杉山元                                             | 大将                                               | 歩兵                                               | 12期                                               | 22期                                               | 福岡                                               | |
| 1937年(昭和12年) | 6月          | 4日          | 第1次近衛内閣   | 45                                                 | 杉山元                                             | 大将                                               | 歩兵                                               | 12期                                               | 22期                                               | 福岡                                               | |
| 1938年(昭和13年) | 6月          | 3日          | 第1次近衛内閣   | 46                                                 | 板垣征四郎                                         | 中将                                               | 歩兵                                               | 16期                                               | 28期                                               | 岩手                                               | |
| 1939年(昭和14年) | 1月          | 5日          | 平沼内閣        | 47                                                 | 板垣征四郎                                         | 中将                                               | 歩兵                                               | 16期                                               | 28期                                               | 岩手                                               | |
| 1939年(昭和14年) | 8月          | 30日         | 阿部内閣        | 48                                                 | 畑俊六                                             | 大将                                               | 砲兵                                               | 12期                                               | 22期                                               | 福島                                               | 「陸軍の総意」として単独辞任し米内内閣を瓦解に追い込む。 |
| 1940年(昭和15年) | 1月          | 16日         | 米内内閣        | 49                                                 | 畑俊六                                             | 大将                                               | 砲兵                                               | 12期                                               | 22期                                               | 福島                                               | 「陸軍の総意」として単独辞任し米内内閣を瓦解に追い込む。 |
| 1940年(昭和15年) | 7月          | 22日         | 第2次近衛内閣   | 50                                                 | 東條英機                                           | 中将                                               | 歩兵                                               | 17期                                               | 27期                                               | 岩手                                               | |
| 1941年(昭和16年) | 7月          | 18日         | 第3次近衛内閣   | 51                                                 | 東條英機                                           | 中将                                               | 歩兵                                               | 17期                                               | 27期                                               | 岩手                                               | |
| 1941年(昭和16年) | 10月         | 18日         | 東條内閣        | 52                                                 | 東條英機                                           | 大将                                               | 歩兵                                               | 17期                                               | 27期                                               | 岩手                                               | 首相兼任。後に参謀総長も兼任。さらに陸軍大臣も兼任する。 |
| 1944年(昭和19年) | 7月          | 22日         | 小磯内閣        | 53                                                 | 杉山元                                             | 元帥                                               | 歩兵                                               | 12期                                               | 22期                                               | 福岡                                               | |
| 1945年(昭和20年) | 4月          | 7日          | 鈴木貫太郎内閣  | 54                                                 | 阿南惟幾                                           | 大将                                               | 歩兵                                               | 18期                                               | 30期                                               | 大分                                               | 終戦の大詔が渙発される。昭和20年8月15日未明に自決。 |
| 1945年(昭和20年) | 8月          | 17日         | 東久邇宮内閣    | 55                                                 | 東久邇宮稔彦王                                     | 大将                                               | 歩兵                                               | 20期                                               | 26期                                               | 京都                                               | 首相兼任。終戦直後の混乱した陸軍の統制を図るため、首相が陸士同期で信頼の厚い下村定大将を陸相に推すことを決めるが、下村大将が満州にあったため帰国するまでの間を首相自身が兼任した。 |
| 1945年(昭和20年) | 8月          | 23日         | 東久邇宮内閣    | 56                                                 | 下村定                                             | 大将                                               | 砲兵                                               | 20期                                               | 28期                                               | 高知                                               | 陸軍解体を処理する。 |
| 1945年(昭和20年) | 10月         | 9日          | 幣原内閣        | 57                                                 | 下村定                                             | 大将                                               | 砲兵                                               | 20期                                               | 28期                                               | 高知                                               | 陸軍解体を処理する。 |
| 1945年(昭和20年) | 12月         | 1日          | 幣原内閣        | 陸軍省廃止。同省の残務処理のため、第一復員省設置。 | 陸軍省廃止。同省の残務処理のため、第一復員省設置。 | 陸軍省廃止。同省の残務処理のため、第一復員省設置。 | 陸軍省廃止。同省の残務処理のため、第一復員省設置。 | 陸軍省廃止。同省の残務処理のため、第一復員省設置。 | 陸軍省廃止。同省の残務処理のため、第一復員省設置。 | 陸軍省廃止。同省の残務処理のため、第一復員省設置。 | 陸軍省廃止。同省の残務処理のため、第一復員省設置。 |

## 陸軍次官
- 事務次官等の一覧#陸軍次官参照

## 内部部局

### 軍馬局
軍馬局は1874年（明治7年）3月31日に「軍馬局条例」に基づき設置され、軍馬の調教等の馬政業務を掌った。支部として東京に第一厩、仙台に第二厩を設けた。1886年（明治19年）3月1日を以って廃止され、所掌事務は騎兵局第三課が引き継いだ。
歴代軍馬局長
- 白戸隆盛：明治7年3月31日 - 明治8年11月14日
- （兼）黒川通軌：明治8年11月14日 - 明治13年4月29日
- 佐野延勝：明治13年4月29日 - 明治19年3月1日

### 軍務局
1890年（明治23年）3月に設置され、1945年（昭和20年）12月の陸軍省廃止まで存続した。主たる所掌事務は国防政策・陸軍建制・編制計画・動員計画・予算に関する事項、軍需行政や国家総動員体制等多岐にわたり陸軍に関する行政、いわゆる軍政は主にこの局から発せられた。明治5年2月兵部省を陸海軍省と分割した際にも軍務局はあったが、その時は主に歩兵・騎兵の兵科に関する事項を取り扱っていた。明治6年4月に第2局と改め、明治12年10月には人員局と改称された。このころはもっぱら後の人事局が掌る事務を行っており、1890年（明治23年）3月に設置された軍務局との連続性はない。明治5年2月の秘史局とその後身である1873年（明治6年）4月の第一局は所掌事務が「通報・軍務関係」でそれを引き継いだ明治12年10月の総務局が本来の前身で、総務局創設時の所掌事務は「庶務・徴兵・制規」だった。しかし、1890年（明治23年）3月の官制改正まで陸軍省では各兵科別に事務を執り行っていたが、それらを全て廃し事務は軍務局が掌ったため所掌事務の上ではどの局とも連続していない。
軍務局は帝国議会との折衝も行っていたが、1938年（昭和13年）3月3日当時の軍務局軍務課国内班長の佐藤賢了中佐が野次に対し「黙れ！」と一喝した「黙れ事件」がある。これは時の陸軍大臣杉山元大将が謝罪することで決着するが、佐藤中佐は後に中将に進級し軍務局長に就任する。戦後連合国側からA級戦犯に指名されるが、これは先の黙れ事件も原因の一つという。
- 1890年（明治23年）3月27日　軍務局創設、第1軍事課・第2軍事課・馬政課・獣医課・砲兵事務課創設、工兵局を工兵事務課として編入
- 1896年（明治29年）5月9日　工兵事務課を工兵課に、砲兵事務課を砲兵課に改称
- 1897年（明治30年）9月3日　兵器課を新設、馬政課を騎兵課に、第1軍事課を軍事課に、第2軍事課を歩兵課に改称
- 1900年（明治33年）5月　兵器課を廃止
- 1903年（明治36年）5月1日　獣医課廃止
- 1919年（大正8年）4月12日　航空課創設
- 1926年（大正15年）10月1日　兵務課・兵備課・徴募課・防備課創設、航空課・歩兵課・工兵課・砲兵課を廃止、騎兵課を馬政課に改称
- 1936年（昭和11年）8月1日　軍務課を創設、兵務課・兵備課・防備課・馬政課を兵務局へ移行、徴募課を人事局へ移行
- 1945年（昭和20年）4月28日　整備局より戦備課移行

歴代軍務局長
（※氏名前の括弧はそれぞれ（心）は心得、（扱）は事務取扱、（兼）は兼職を表す。）
- （兼）桂太郎：明治23年3月27日（陸軍次官）
- （兼）岡沢精：明治24年6月1日（陸軍次官）
- （兼）児玉源太郎：明治25年8月23日（陸軍次官）
- （兼）中村雄次郎：明治31年1月14日（陸軍次官）
- 木越安綱：明治33年4月25日
- （兼）中村雄次郎：明治34年2月18日（陸軍総務長官）
- 宇佐川一正：明治35年4月17日
- 長岡外史：明治41年12月28日
- 岡市之助：明治43年6月1日
- 田中義一：明治44年9月1日
- 柴勝三郎：大正元年12月26日
- 山田隆一：大正4年6月4日
- 奈良武次：大正5年3月31日
- 菅野尚一：大正7年12月17日
- 畑英太郎：大正11年2月8日
- 阿部信行：大正15年7月28日
- 杉山元：昭和3年8月10日
- 小磯國昭：昭和5年8月1日
- 山岡重厚：昭和7年2月29日
- 永田鉄山：昭和9年3月5日 - 昭和10年8月12日（在職中に死去。相沢事件参照）
- 今井清：昭和10年8月13日 - 1936年3月23日[3]
- 磯谷廉介：昭和11年3月23日[3]
- 後宮淳：昭和12年3月1日
- 町尻量基：昭和12年10月5日
- 中村明人：昭和13年4月14日
- 町尻量基：昭和13年11月21日
- （扱）山脇正隆：昭和13年12月29日（陸軍次官）
- 町尻量基：昭和14年1月31日
- 武藤章：昭和14年9月30日
- 佐藤賢了：昭和17年4月20日
- 真田穣一郎：昭和19年12月14日
- 吉積正雄：昭和20年3月27日

### 人事局
明治5年に陸軍省が創設された際には兵科別に局が作られ、人事はそれぞれ別々に行っていた。明治12年10月の官制改正で人員局が創設され、所掌事務は「将官、参謀並びに歩兵、騎兵、憲兵、輜重兵の各兵科及び獣医部、軍楽部の人員調査」であったが砲兵局・工兵局ともに人員課を持ち、人事については統一されていなかった。明治19年3月に人員局が廃止され人事については総務局第四課が掌った。この時には権限が全軍人に亘るが、騎兵局・砲兵局・工兵局では別個に人員調査を掌り将校名簿を管理していた。翌年6月には人事課に改称され、明治23年3月各兵科別の局が廃止され軍務局に一本化され、人事については大臣官房人事課が一括して掌握した。明治33年5月初めて人事局が創設された。所属課は補任課と恩賞課。この体制が長く続いたが、昭和11年8月、徴募課が新設された。昭和13年新たに功績調査部が設置された。昭和14年には先の徴募課が兵務局兵備課に移管され、1部2課体制で終戦を迎えることとなる。昭和20年11月30日に陸軍省が廃止され、外地の軍人及び邦人の引揚に係る第一復員省に改組されるが、陸軍省人事局は業務局として残った。これは復員庁に改組縮小されても第一復員局業務部として残った。
- 1900年（明治33年）5月20日：人事局創設、補任課・恩賞課を置く
- 1936年（昭和11年）8月1日：徴募課新設
- 1938年（昭和13年）7月15日：功績調査部を新設
- 1939年（昭和14年）1月16日：徴募課を兵務局へ移管

歴代人事局長
（※階級は就任時のもの、前身の人事課長も掲げた）
- 総務局第四課長
  - 沖原光孚：明治19年3月1日
- 総務局人事課長
  - 沖原光孚：明治20年6月3日
- 大臣官房人事課長
  - 沖原光孚：明治23年3月28日/中佐
  - 田村寛一：明治24年6月18日/大佐
  - 村山邦彦：明治27年10月25日/中佐
  - 真鍋斌：明治28年3月18日/大佐
  - 山内長人：明治30年7月12日/大佐
  - 新井晴簡：明治30年9月28日/大佐
  - 中岡黙：明治31年2月2日/歩兵大佐
- 人事局長
  - 中岡黙：明治33年5月20日/歩兵大佐
  - 本郷房太郎：明治38年9月5日/少将
  - （扱）石本新六：明治42年9月3日/中将（陸軍次官）
  - 山田忠三郎：明治42年11月30日/少将
  - 河合操：明治45年4月12日/少将
  - 菊池慎之助：大正4年1月25日/少将
  - 白川義則：大正5年8月18日/少将
  - 竹上常三郎：大正8年1月15日/少将
  - 長谷川直敏：大正12年8月6日/少将
  - 川島義之：大正15年3月2日/少将
  - 古荘幹郎：昭和4年8月1日/少将
  - 中村孝太郎：昭和5年12月22日/少将
  - 松浦淳六郎：昭和7年2月29日/少将
  - 今井清：昭和10年3月15日/中将
  - 後宮淳：昭和10年8月13日/少将
  - 阿南惟幾：昭和12年3月1日/少将
  - 飯沼守：昭和13年11月9日/少将
  - 野田謙吾：昭和14年10月2日/少将
  - 富永恭次：昭和16年4月10日/少将
  - （扱）富永恭次：昭和18年3月11日/中将（陸軍次官）
  - 岡田重一：昭和19年7月28日/少将
  - 額田坦：昭和20年2月1日/少将

### 兵器局
日露戦争に辛勝した日本は、兵器の研究・改良の必要性から明治41年12月に兵器局を設置する。始め銃砲課・器材課の二課を管掌していた。外局の陸軍技術審査部、陸軍兵器廠、砲兵工廠及び陸軍火薬研究所も所管した。大正7年6月には工政課を新設し軍需工業動員について管掌した。かねてから兵器に関する行政・実務は陸軍省兵器局・陸軍技術本部・陸軍兵器廠が執り行っていたが、内局か外局と言う立場があるものの何れも陸軍大臣の下に位置し並列であったため、一元化を図り昭和17年10月これらを統合し新たに陸軍省の外局として陸軍兵器行政本部に改編した。
- 明治41年12月21日：兵器局新設、銃砲課・器材課を置く
- 大正7年6月6日：工政課を置く
- 大正15年9月30日：工政課を廃止
- 昭和11年8月1日：器材課を廃し、機械課を置く
- 昭和16年4月10日：器材課が復活
- 昭和17年10月15日：兵器行政本部に改組

歴代兵器局長
- （心）島川文八郎 砲兵大佐：明治41年12月21日 - 明治42年1月28日
- 島川文八郎 少将：明治42年1月28日 -
- 筑紫熊七 少将：大正2年7月3日 - 1917年8月6日
- 渡辺満太郎 少将：大正6年8月6日 -
- 筑紫熊七 中将：大正7年11月1日 -
- 吉田豊彦 少将：大正10年5月5日 -
- 大橋顧四郎 少将：大正13年2月4日 -
- 岸本綾夫 少将：昭和3年8月10日 -
- 植村東彦 少将：昭和5年8月1日 -
- 多田礼吉 少将：昭和9年8月1日 -
- 木村兵太郎 少将：昭和11年8月1日 -
- 菅晴次 少将：昭和14年3月9日 -

### 整備局
大正15年10月に新設された整備局は大正9年8月に設置された外局の作戦資材整備会議を前身とする。同会議は戦用資材整備・補給や、戦略戦術教育以外の諸般にわたる事項を審議し、陸軍大臣に意見具申を行った。議長は陸軍次官が、副議長は軍務局長が兼ねた。この会議に大正11年4月より臨時軍事調査委員会の業務の一部を継承した。臨時軍事調査委員会は列国の軍事事情調査のために設けられた官制外の組織で、後に軍事調査部・調査部と名を変え、新聞班・調査班を管轄した。作戦資材整備会議は国家総動員体制の確立のため大正15年10月の官制改正により整備局として改編された。局長には会議幹事長が就任し、動員課と統制課が置かれた。召集・動員、軍需工業の指導、軍需品の統制・補給・製造について管轄した。昭和11年8月には動員・統制の二課が廃止され新たに整備課・戦備課が設置された。所掌事務に陸軍軍需審議会の管轄が加わり、軍需動員体制について強化された。その後数度、課の改編を経て昭和20年4月業務を軍務局・兵務局・陸軍燃料本部に移して整備局は廃止された。
- 大正9年8月10日：作戦資材整備会議を設置
- 大正15年10月1日：整備局新設、動員課・統制課を置く
- 昭和11年8月1日：動員課・統制課を廃止、戦備課・整備課を置く
- 昭和14年1月16日：整備課を廃止、工政課・資源課[4]。・交通課を置く
- 昭和16年4月10日：資源課を燃料課と改める。
- 昭和17年10月9日：工政課を廃止
- 昭和20年4月28日：整備局廃止、業務を軍務局・兵務局・陸軍燃料本部へ移管

歴代整備局長
- 作戦資材整備会議幹事長
  - 小泉六一 少将：大正9年8月10日 -
  - 川島義之 少将：大正12年8月6日 -
  - 松木直亮 少将：大正14年5月1日 -
- 整備局長
  - 松木直亮 少将：大正15年10月1日 -
  - 小磯國昭 少将：昭和4年8月1日 -
  - 林桂 少将：昭和5年8月1日 - 1934年3月5日[5]
  - 山岡重厚 少将：昭和9年3月5日 -
  - 山脇正隆 少将：昭和10年12月12日 -
  - 上月良夫 少将：昭和13年7月15日 -
  - 山田清一 少将：昭和14年9月12日 -
  - 吉積正雄 少将：昭和17年4月24日 -
  - （兼）吉積正雄 中将（軍務局長）：昭和20年3月27日 -

### 兵務局
兵務局は、昭和11年8月1日に新設された。昭和11年2月には青年将校のクーデター「二・二六事件」が起こり、軍紀・風紀の監督部署として軍務局から分離・独立した。当時の所属課は兵務課・防備課・馬政課。主な所掌事務は軍紀・風紀に関する事項、典範令に関する事項（軍部内に係る規則のことで正しくは典令範だが、典範令（てんぱんれい）と呼び慣わした。）についての事項や、要塞地帯・国防用土地に関する事項、軍馬の管理に関する事項など。風紀についても取り扱っていたことから終戦後の昭和20年11月に新たに規律課が新設された。
- 昭和11年8月1日：兵務局新設、所属課は兵務課・防備課・馬政課。
- 昭和14年1月16日：防備課廃止、兵備課・防衛課新設
- 昭和17年10月15日：獣医課新設
- 昭和20年4月27日：馬政課・防衛課・獣医課廃止
- 昭和20年11月9日：規律課新設

歴代兵務局長
※就任階級は那須義雄の大佐で就任した"心得"を除き陸軍少将。
- 阿南惟幾：昭和11年8月1日
- 飯田祥二郎：昭和12年3月1日
- 今村均：昭和13年1月27日
- 中村明人：昭和13年11月21日
- 石本寅三：昭和15年3月9日
- 田中隆吉：昭和15年12月2日
- （心）那須義雄：昭和17年10月1日
- 那須義雄：昭和18年3月1日

### 経理局
経理局は明治5年2月27日陸軍省創設の際に設けられた会計局が前身で、明治6年3月に第五局と改称するが、明治12年10月会計局に復し、明治24年8月16日に経理局へ改称した。終戦時には主計課・建築課・衣糧課の3課で構成された。局長は主計中少将、課長は主計大佐が補任された。経理局は陸軍省が第一復員省に改組されてもほぼそのまま残り、最後の局長森田親三主計中将がそのまま局長についた。第一復員省が第二復員省と統合し復員庁に縮小されると内局第一復員局の経理部となった。
- 明治5年2月27日：陸軍省創設に際し、会計局が設けられる
- 明治6年3月24日：陸軍省職制が改正され会計事務を掌る第五局が置かれる。
- 明治12年10月10日：陸軍省達乙第72号により第五局が会計局と改められる。
- 明治24年8月16日：会計局を経理局と改める。
- 明治33年5月20日：経理局に主計課・建築課・被服課・糧秣課を置く。
- 明治36年5月1日：糧秣課と被服課を統合し衣糧課を置く。
- 明治36年11月30日：勅令第182号により陸軍監督総監を陸軍主計総監（中将相当官）と改める。
- 大正13年12月20日：監査課を置く。
- 昭和13年9月：“秋丸機関”こと戦争経済研究班を置く。
- 昭和17年12月：戦争経済研究班、解散。研究機能は2年前に勅令を以て立ち上げられていた総力戦研究所に引き継がれる。
- 昭和20年4月27日：監査課を廃止する。

歴代経理局長
- 日付は就任日、その後の階級は就任時、括弧内は備考
- 氏名前の括弧はそれぞれ（心）は心得、（扱）は事務取扱、（兼）は兼職を表す。

- 会計局長
  - 船越衛：明治5年2月27日/陸軍大丞（前職は兵部省会計局長）
- 第五局長
  - 津田出：明治6年3月29日/陸軍少将（明治7年7月から陸軍会計監督長を兼ねる。後に貴族院議員）
- 会計局長
  - 田中光顕：明治12年10月14日/陸軍会計監督長（後に、宮内大臣・陸軍少将）
  - 川崎祐名：明治14年10月31日/陸軍会計監督長
  - （心）野田豁通：明治24年4月15日/陸軍一等監督（明治30年4月8日任監督総監、後に男爵・貴族院議員）
  - 野田豁通：明治24年6月1日/陸軍監督長
- 経理局長
  - 野田豁通：明治24年8月16日/陸軍監督長
  - 外松孫太郎：明治34年4月15日/陸軍監督監（明治38年8月29日任陸軍主計総監、後に男爵・貴族院議員）
  - 辻村楠造：明治42年8月1日/陸軍主計監（大正2年3月4日任陸軍主計総監）
  - 隈徳三：大正3年5月11日/陸軍主計監（大正3年8月8日任陸軍主計総監）
  - 田中政明：大正7年7月19日/陸軍主計監（大正7年7月24日任陸軍主計総監）
  - 三井清一郎：大正12年10月10日/陸軍主計総監（後に貴族院議員）
  - 中村精一：昭和3年12月21日/陸軍主計監
  - 小野寺長治郎：昭和6年8月1日/陸軍主計監（後に貴族院議員）
  - 平手勘次郎：昭和9年8月1日/陸軍主計総監
  - 石川半三郎：昭和12年8月14日/陸軍主計監
  - 栗橋保正：昭和16年3月1日/陸軍主計少将（昭和16年8月任陸軍主計中将）
  - 森田親三：昭和20年7月5日/陸軍主計中将（昭和20年12月 - 昭和21年6月第一復員省経理局長）

### 医務局

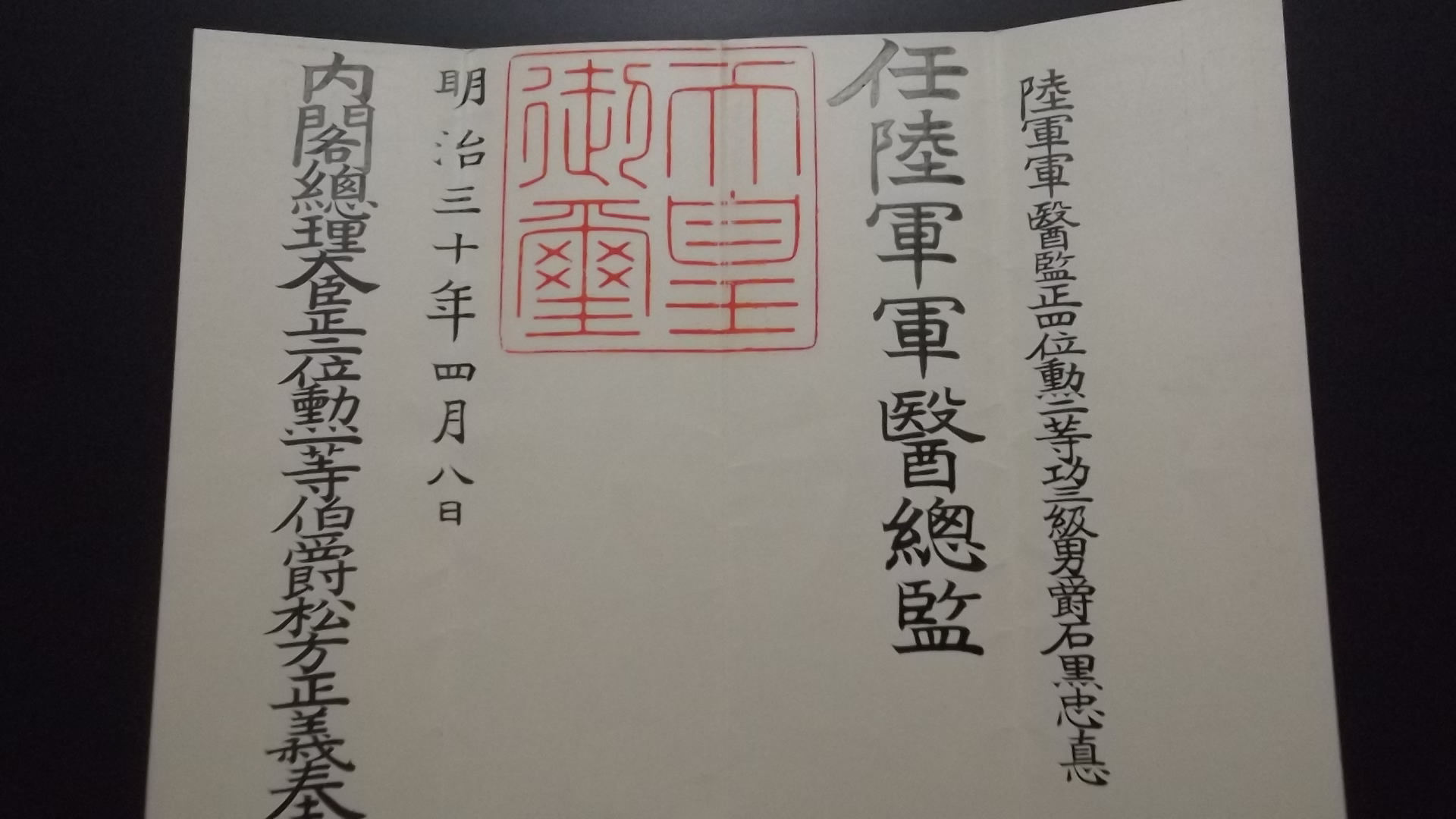
石黒忠悳が「陸軍軍医総監（中将相当）」に任命された際の辞令書 （明治30年4月8日）

軍医（人事など）・衛生に関する事項を所管する。明治4年7月5日に創設された兵部省軍医寮を前身とする。その創立と統括の任（軍医頭）に松本良順を招くため、西郷隆盛と山縣有朋がわざわざ松本の私邸に出向いて懇請したとされる。その経緯から、軍医頭は兵部卿に隷属するものの、軍医に関する一切の権限を委譲され、部外の干渉から隔離された。明治5年、陸軍省が設置されると、軍医寮は陸軍省の所管となった。明治6年5月24日、軍医寮は軍医部に改組され、軍医頭は軍医総監に改められた。明治12年10月15日、陸軍軍医本部が置かれ、明治19年2月26日、それが医務局に改組された（局長は、軍医の実質的なトップであり、戦時に大本営陸軍部の野戦衛生長官をつとめる）。なお明治43年、陸軍省人事局に軍医の人事権を吸収する動きがあり、その動きをめぐって石本新六陸軍次官と森林太郎医務局長が激しく対立した。その人事権をめぐる綱引きは、大正2年まで続いたものの、従来どおり医学優先の原則がつらぬかれた。

### 法務局
明治21年11月の官制改正で新たに法官部が設置された。法務局はこの法官部を前身とし明治33年5月に設置された。法務局は課に分けられず、合わせて10数名（昭和11年8月には高等文官5名と判任文官6名）の局員しかいなかった。陸軍刑法その他軍令規の運用及び高等軍法会議及び師団軍法会議並びに各種特設・臨時軍法会議ついて管掌した。初代法官部長の桂太郎・初代法務局長の中村雄次郎は共に兵科将校で、軍として法律部門は扱ったものの、所属する官吏は全て軍人ではなく「陸軍法務官」と称する陸軍文官で軍属の扱いであった。昭和17年4月に各部の将校として法務部が設置され、法務中将から法務少尉が設けられ、将校相当官となる。このほか法事務将校もあった。第一復員省への改編後も残り、復員庁に縮小後も第一復員局法務調査部として存続する。
歴代法務局長
- 法官部長
  - （兼）桂太郎：明治21年11月16日／少将（陸軍次官の兼職）
  - 渡辺央：明治23年6月7日／少将
  - （兼）児玉源太郎：明治26年4月12日／少将（陸軍次官の兼職）
  - 井上義行：明治29年5月20日／文官・理事（在職中に死去）
  - （兼）中村雄次郎：明治32年12月27日／少将（陸軍次官の兼職）
- 法務局長
  - （兼）中村雄次郎：明治33年5月20日／少将（陸軍総務長官の兼職）
  - （兼）石本新六：明治35年4月17日／少将・（兼）理事（陸軍総務長官の兼職）
  - 志水小一郎：明治38年12月28日／文官・理事（後に貴族院議員）
  - 松本慶次郎：大正10年3月30日／文官
  - 中山庸次郎：大正13年2月15日／文官
  - 鈴木直太郎：昭和4年12月21日／文官
  - 大山文雄：昭和7年12月19日／文官
  - 藤井喜一：昭和20年4月1日／法務中将
  - 大山文雄：昭和20年11月8日／法務中将（昭和20年12月1日から第一復員省法務局長、昭和21年6月15日より復員庁第一復員局法務調査部長）

## 外局等
- 陸軍築城部：明治30年9月15日設置。
- 陸軍兵器廠：明治30年9月15日設置。昭和15年4月1日陸軍兵器本部に改編統合。
- 陸軍運輸部：明治37年4月1日設置
- 陸軍航空本部：大正4年1月30日設置の陸軍航空部が前身。大正14年4月28日改編
- 陸軍技術本部：大正8年4月15日設置。
- 陸軍造兵廠：大正12年4月1日設置。昭和15年4月1日陸軍兵器本部に改編統合。
- 陸軍船舶司令部：昭和12年7月設置の第1船舶輸送司令部、昭和15年6月に改称して船舶輸送司令部となったものを昭和17年7月9日改称
- 陸軍兵器本部：陸軍造兵廠等を統合・改編して昭和15年4月1日設置
- 陸軍機甲本部：昭和16年4月10日設置
- 陸軍兵器行政本部：昭和17年10月15日、兵器本部等を改編
- 陸軍燃料本部：昭和19年3月11日設置。
- 陸軍陸運部：昭和20年6月16日設置。
- 軍馬補充部：
- 陸軍恤兵部：長は恤兵監で人事局恩賞課長の兼務。出征兵士への慰問に関する業務。